# Zeddam (gemeente)

Het wapen van Zeddam

Zeddam, tevens Mairie Zeddam genoemd, is een voormalige gemeente in de Nederlandse provincie Gelderland. De voormalige gemeente maakt deel uit van de huidige gemeente Montferland alsmede van de voormalige gemeente Bergh. De gemeente heeft bestaan van 1811 tot 1820. 
Burgemeester van de Mairie Zeddam was Philippe Jacques de Bellefroid.

## Geschiedenis en indeling
De gemeente is per decreet van 20 oktober 1811 in het leven geroepen. Op 17 december 1812 werd Wehl van de gemeente Zeddam losgemaakt en op dezelfde datum als zelfstandige gemeente aan Pruisen terug gegeven. Toen na het Congres van Wenen Wehl op 1 juni 1816 weer aan Nederland terugkwam, werd het niet meer bij Zeddam gevoegd.
Bij Koninklijk Besluit van 30 januari 1820 en het daaropvolgende besluit van Gedeputeerde Staten van de provincie Gelderland van 20 december 1820 werd de gemeente opgeheven en per 1 januari 1821. De gemeente werd met de eveneens opgeheven gemeenten Netterden en 's-Heerenberg samen gevoegd tot de nieuwe gemeente Bergh. Het gemeentehuis was gevestigd in het pand Bovendorpsstraat 7 in het dorp Zeddam.
De gemeente bestond uit de volgende gebieden en dorpen:
- het dorp Zeddam;
- de Heerlijkheid Wehl;
- de buurschappen Groot- en Klein-Azewijn;
- het dorp Braamt;
- het dorp Kilder;
- de buurtschap Vethuizen;
- de buurtschap Vinkwijk;
- de buurtschap Wijnbergen.